# كيلاني ساسون
كيلاني ساسون (بالفرنسية: Killian Sanson)‏ (7 يونيو 1997 بسان دولشار في فرنسا - ) هو لاعب كرة قدم فرنسي في مركز الوسط.

## روابط خارجية
- كيلاني ساسون على موقع رابطة كرة القدم الفرنسية للمحترفين (الإنجليزية)
- كيلاني ساسون على موقع قاعدة بيانات كرة القدم.إي يو (الإنجليزية)
- كيلاني ساسون على موقع Soccerway.com (الإنجليزية)
- كيلاني ساسون على موقع AS.com (الإسبانية)